# Mangora
Genre
Synonymes
- Abbotia McCook, 1894 nec Leach, 1830
- Abbotiana Strand, 1929

Mangora est un genre d'araignées aranéomorphes de la famille des Araneidae.

## Distribution
Les espèces de ce genre sont pour la plupart néotropicales et pour quelques-unes néarctiques, paléarctiques, indomalaises ou afrotropicales.
Mangora acalypha est la seule espèce de ce genre présente en Europe.
Soit 
Néotropique (169)
Néarctique (7) Mangora calcarifera, Mangora fascialata, Mangora gibberosa, Mangora maculata, Mangora passiva, Mangora placida et Mangora spiculata.
Paléarctique (13) Mangora acalypha, Mangora angulopicta, Mangora crescopicta, Mangora foliosa, Mangora herbeoides, Mangora hemicraera, Mangora inconspicua, Mangora polypicula, Mangora rhombopicta, Mangora semiargentea, Mangora songyangensis, Mangora spiculata et Mangora tschekiangensis.
Indomalais (1) Mangora leucogasteroides.
Afrotropicale (1) Mangora karschi.

## Description

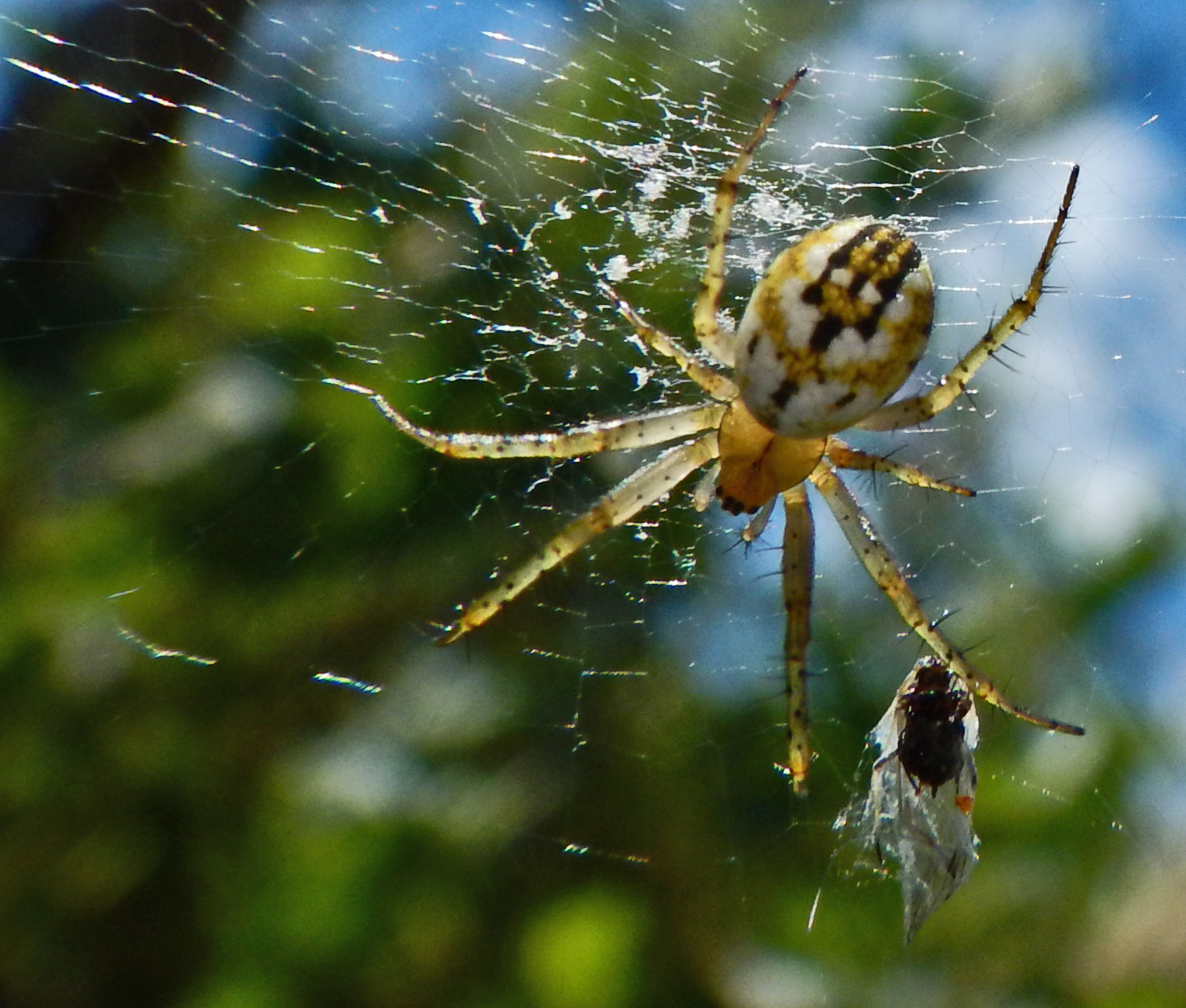
Mangora acalypha de Lille en France

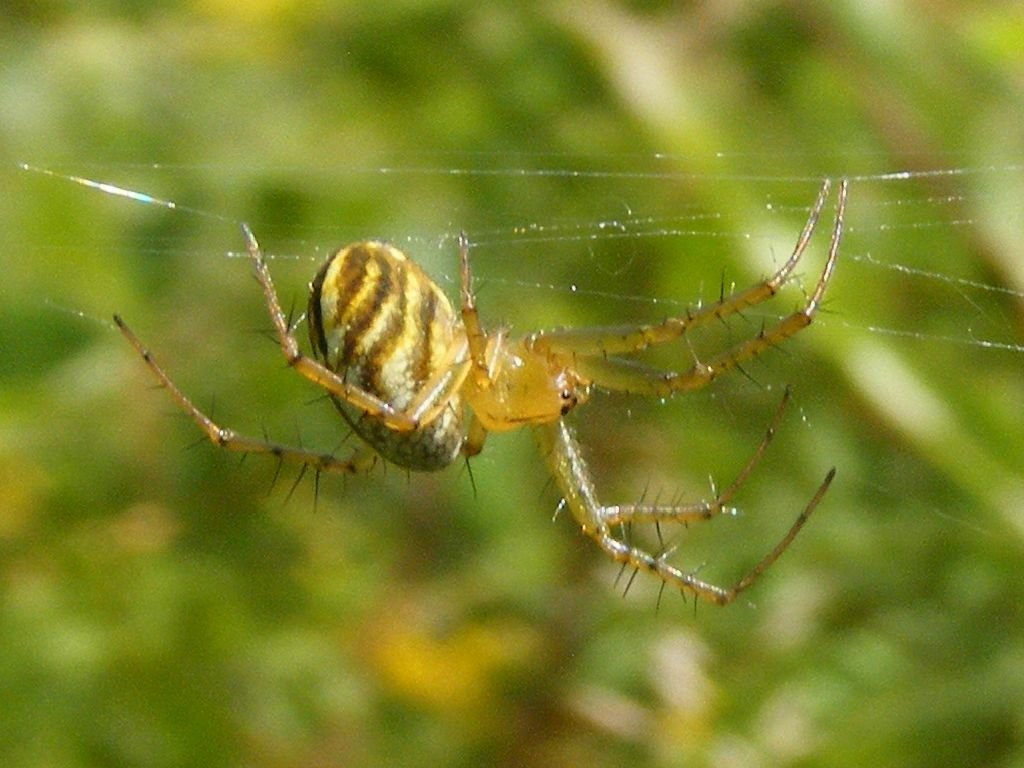
Mangora gibberosa du Québec

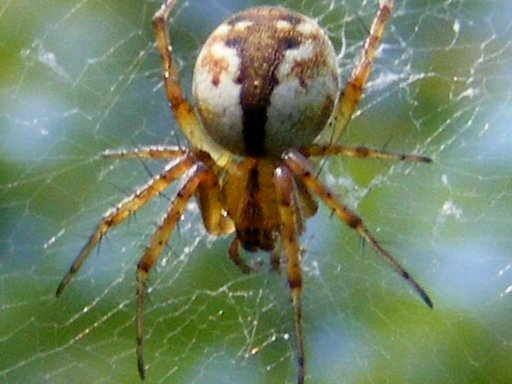
Mangora placida du Québec

Les caractéristiques du genre sont d'abord un abdomen plus élevé que le céphalothorax. Le pédicelle qui les relie ne part pas de la pointe de l'abdomen mais du milieu du tiers antérieur de celui-ci. Enfin, la face antérieure du troisième tibia présente un ensemble de longs poils plumeux (trichobothries). 
Les espèces du genre Mangora sont orbitèles, c'est-à-dire qu'elles tissent des toiles circulaires. Mangora acalypha détient le record de la toile la plus dense, avec jusqu'à 66 rayons et une spire très serrée (les tours ont 1 mm d'écart au centre).

## Liste des espèces
Selon World Spider Catalog (version 25.0, 25/03/2024) :
- Mangora acalypha (Walckenaer, 1802)
- Mangora acaponeta Levi, 2005
- Mangora acoripa Levi, 2007
- Mangora acre Levi, 2007
- Mangora alinahui Levi, 2007
- Mangora amacayacu Levi, 2007
- Mangora amchickeringi Levi, 2005
- Mangora angulopicta Yin, Wang, Xie & Peng, 1990
- Mangora anilensis Levi, 2007
- Mangora antillana Dierkens, 2012
- Mangora antonio Levi, 2007
- Mangora apaporis Levi, 2007
- Mangora apobama Levi, 2007
- Mangora argenteostriata Simon, 1897
- Mangora aripeba Levi, 2007
- Mangora aripuana Levi, 2007
- Mangora asis Levi, 2007
- Mangora ayo Levi, 2007
- Mangora baii Mi & Li, 2021
- Mangora balbina Levi, 2007
- Mangora bambusa Levi, 2007
- Mangora barba Levi, 2007
- Mangora bemberg Levi, 2007
- Mangora bimaculata (O. Pickard-Cambridge, 1889)
- Mangora blumenau Levi, 2007
- Mangora bocaina Levi, 2007
- Mangora bonaldoi Levi, 2007
- Mangora botelho Levi, 2007
- Mangora bovis Levi, 2007
- Mangora boyaca Levi, 2007
- Mangora brokopondo Levi, 2007
- Mangora browns Levi, 2007
- Mangora caballero Levi, 2007
- Mangora cajuta Levi, 2007
- Mangora calcarifera F. O. Pickard-Cambridge, 1904
- Mangora campeche Levi, 2005
- Mangora candida Chickering, 1954
- Mangora caparu Levi, 2007
- Mangora castelo Levi, 2007
- Mangora caxias Levi, 2007
- Mangora cephala Mi & Li, 2021
- Mangora cercado Levi, 2007
- Mangora chacobo Levi, 2007
- Mangora chanchamayo Levi, 2007
- Mangora chao Levi, 2007
- Mangora chavantina Levi, 2007
- Mangora chicanna Levi, 2005
- Mangora chiguaza Levi, 2007
- Mangora chispa Levi, 2007
- Mangora chuquisaca Levi, 2007
- Mangora cochuna Levi, 2007
- Mangora colonche Levi, 2007
- Mangora comaina Levi, 2007
- Mangora corcovado Levi, 2005
- Mangora corocito Levi, 2007
- Mangora craigae Levi, 2005
- Mangora crescopicta Yin, Wang, Xie & Peng, 1990
- Mangora cutucu Levi, 2007
- Mangora dagua Levi, 2007
- Mangora dianasilvae Levi, 2007
- Mangora distincta Chickering, 1963
- Mangora divisor Levi, 2007
- Mangora eberhardi Levi, 2007
- Mangora engleri Levi, 2007
- Mangora enseada Levi, 2007
- Mangora explorama Levi, 2007
- Mangora falconae Schenkel, 1953
- Mangora fascialata Franganillo, 1936
- Mangora florestal Levi, 2007
- Mangora foliosa Zhu & Yin, 1998
- Mangora fornicata (Keyserling, 1864)
- Mangora fortuna Levi, 2005
- Mangora fundo Levi, 2007
- Mangora gibberosa (Hentz, 1847)
- Mangora goodnightorum Levi, 2005
- Mangora grande Levi, 2007
- Mangora hemicraera (Thorell, 1890)
- Mangora herbeoides (Bösenberg & Strand, 1906)
- Mangora hirtipes (Taczanowski, 1878)
- Mangora huallaga Levi, 2007
- Mangora huancabamba Levi, 2007
- Mangora ikuruwa Levi, 2007
- Mangora inconspicua Schenkel, 1936
- Mangora insperata Soares & Camargo, 1948
- Mangora isabel Levi, 2007
- Mangora itabapuana Levi, 2007
- Mangora itatiaia Levi, 2007
- Mangora itza Levi, 2005
- Mangora ixtapan Levi, 2005
- Mangora jumboe Levi, 2007
- Mangora karschi (Roewer, 1942)
- Mangora keduc Levi, 2007
- Mangora kochalkai Levi, 2007
- Mangora kuntur Levi, 2007
- Mangora lactea Mello-Leitão, 1944
- Mangora laga Levi, 2007
- Mangora latica Levi, 2007
- Mangora lechugal Levi, 2007
- Mangora leticia Levi, 2007
- Mangora leucogasteroides Roewer, 1955
- Mangora leverger Levi, 2007
- Mangora logrono Levi, 2007
- Mangora maculata (Keyserling, 1865)
- Mangora mamiraua Levi, 2007
- Mangora manglar Levi, 2007
- Mangora manicore Levi, 2007
- Mangora mapia Levi, 2007
- Mangora matamata Levi, 2007
- Mangora mathani Simon, 1895
- Mangora maximiano Levi, 2007
- Mangora melanocephala (Taczanowski, 1874)
- Mangora melanoleuca Mello-Leitão, 1941
- Mangora melloleitaoi Levi, 2007
- Mangora minacu Levi, 2007
- Mangora missa Levi, 2007
- Mangora mitu Levi, 2007
- Mangora mobilis (O. Pickard-Cambridge, 1889)
- Mangora montana Chickering, 1954
- Mangora morona Levi, 2007
- Mangora moyobamba Levi, 2007
- Mangora nahuatl Levi, 2005
- Mangora nonoai Levi, 2007
- Mangora novempupillata Mello-Leitão, 1940
- Mangora nuco Levi, 2007
- Mangora oaxaca Levi, 2005
- Mangora ordaz Levi, 2007
- Mangora ouropreto Santos & Santos, 2011
- Mangora oxapampa Levi, 2007
- Mangora pagoreni Levi, 2007
- Mangora palenque Levi, 2007
- Mangora paranaiba Levi, 2007
- Mangora passiva (O. Pickard-Cambridge, 1889)
- Mangora paula Levi, 2007
- Mangora peichiuta Levi, 2007
- Mangora pepino Levi, 2007
- Mangora pia Chamberlin & Ivie, 1936
- Mangora picta O. Pickard-Cambridge, 1889
- Mangora pira Levi, 2007
- Mangora piratini Rodrigues & Mendonça, 2011
- Mangora piroca Levi, 2007
- Mangora placida (Hentz, 1847)
- Mangora polypicula Yin, Wang, Xie & Peng, 1990
- Mangora porcullo Levi, 2007
- Mangora puerto Levi, 2007
- Mangora punctipes (Taczanowski, 1878)
- Mangora purulha Levi, 2005
- Mangora ramirezi Levi, 2007
- Mangora rhombopicta Yin, Wang, Xie & Peng, 1990
- Mangora rondonia Levi, 2007
- Mangora rupununi Levi, 2007
- Mangora sandovalae Pett & Pai-Gibson, 2024
- Mangora saut Levi, 2007
- Mangora schneirlai Chickering, 1954
- Mangora sciosciae Levi, 2007
- Mangora semiargentea Simon, 1895
- Mangora semiatra Levi, 2007
- Mangora shudikar Levi, 2007
- Mangora sobradinho Levi, 2007
- Mangora socorpa Levi, 2007
- Mangora songyangensis Yin, Wang, Xie & Peng, 1990
- Mangora spiculata (Hentz, 1847)
- Mangora strenua (Keyserling, 1893)
- Mangora sturmi Levi, 2007
- Mangora sufflava Chickering, 1963
- Mangora sumauma Levi, 2007
- Mangora taboquinha Levi, 2007
- Mangora taczanowskii Levi, 2007
- Mangora tambo Levi, 2007
- Mangora taraira Levi, 2007
- Mangora tarapuy Levi, 2007
- Mangora tarma Levi, 2007
- Mangora tefe Levi, 2007
- Mangora theridioides Mello-Leitão, 1948
- Mangora tschekiangensis Schenkel, 1963
- Mangora umbrata Simon, 1897
- Mangora unam Levi, 2007
- Mangora uraricoera Levi, 2007
- Mangora uru Levi, 2007
- Mangora uziga Levi, 2007
- Mangora v-signata Mello-Leitão, 1943
- Mangora vaupes Levi, 2007
- Mangora velha Levi, 2007
- Mangora vianai Levi, 2007
- Mangora villeta Levi, 2007
- Mangora vito Levi, 2005
- Mangora volcan Levi, 2005
- Mangora yacupoi Levi, 2007
- Mangora yungas Levi, 2007
- Mangora zepol Levi, 2007
- Mangora zona Levi, 2007

## Systématique et taxinomie
Ce genre a été décrit par O. Pickard-Cambridge en 1889.
Abbotia McCook, 1894, préoccupée par Abbotia Leach, 1830, remplacée par Abbotiana par Strand en 1929, a été placé en synonymie par Simon en 1895.
Mangora picta est l'espèce type de ce genre.
Parmi les espèces de Mangora, 21 ont été décrites entre le début du XIXe siècle et le début du XXe siècle, puis une quinzaine entre les années 1935 et 1965, puis six espèces l'ont été dans les années 90. C'est après l'an 2000 que les descriptions ont explosé avec les travaux de Herbert Walter Levi, qui a décrit près de 140 espèces néotropicales.

## Publication originale
- O. Pickard-Cambridge, 1889 : « Arachnida. Araneida. » Biologia Centrali-Americana, Zoology, vol. 1, p. 1-56 (texte intégral).